# بيوريت
بيوريت Biuret هي مركب عضوي صيغته الكيمائية [H2NC(O)]2NH وهو مادة صلبة بيضاء تكون مستقرة في الماء الساخن. يصف المصطلح (بيوريت) كذلك مجموعة من المركبات العضوية التي تحتوي على المجموعة الفعالة  -(HN-CO-)2N-، وبهذا تكون الصيغة الكيميائية لثنائي مثيل البيوريت هي [Me(H)NC(O)]2NH، وهناك العديد من المشتقات المعروفة لهذه المجموعة. ينتج البيوريت (والمعروفة كذلك باسم كارباميل يوريا) من تكاثف مكافئين من اليوريا، ولهذا يعدّ شائبة غير مرغوب بها في أسمدة اليوريا؛ وذلك لأنه سام بالنسبة إلى النباتات، ويجب أن تبقى نسبته منخفضة في الأسمدة.

## التحضير والبنية
يتكون البيوريت بتسخين اليوريا إلى درجة حرارة تفوق درجة حرارة انصهارها لتنفصل الأمونيا :
بجانب البيوريت يتكون أيضا قليلا من مادتي تريوريت وميلامين.
عند التحضير الصناعي لليوريا تتكون قليلاً من البيوريت، ويهتم المنتج بأن تكون نسبة البيوريت في اليوريا الناتجة أقل من 1% ، بسبب أن البيوريت له تأثير ضار على الحبوب الزراعية . تستخدم اليوريا ومنتجاتها في صناعة الأسمدة الصناعية.
تكون جزيئة البيوريت الخالية من الماء مسطحة وغير متناظرة في الحالة الصلبة بسبب الروابط الهيدروجينية الداخلية. طول الرابطة C-N الطرفية هو 1.327 و1.334 Å وهي أطول من طول الرابطة C-N الداخلية والتي تصل إلى 1.379 و 1.391 Å. أما طول الرابطة C=O فهو 1.247 و 1.237 Å. يتبلور البيوريت من الماء على هيئة مركب متميئ.

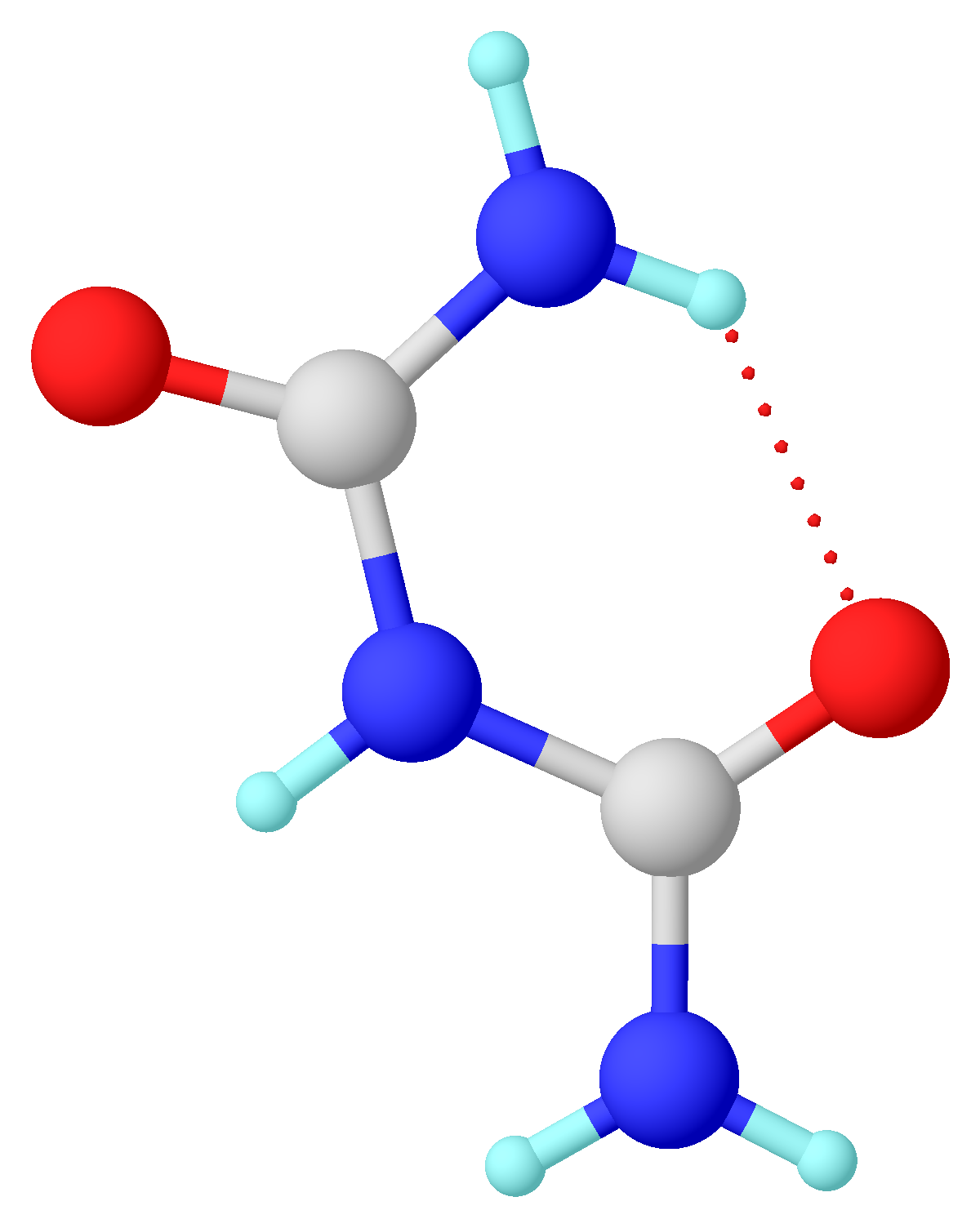
بنية البيوريت في الحالة الصلبة. (أزرق = N، أحمر = O، رمادي = C، سمائي = H).

## التطبيقات
يستخدم البيوريت كذلك كمصدر للنتروجين خالٍ من البروتين في غذاء الحيوانات المجترة، إذ يتحول إلى بروتين بواسطة الأحياء المجهرية الموجودة في أمعاء هذه الحيوانات. ولكن تفضّل اليوريا على البيوريت بسبب كلفته العالية وبطئ هضمه من قبل الحيوانات، ومع ذلك فإنّه الهضم البطيء للبيوريت قد يجنب الحيوانات خطر التسمم بالأمونيا.

### اختبار بيوريت
اختبار بيوريت هو اختبار كيميائي للكشف عن البروتينات والببتيدات المتعددة، ويعتمد على كاشف بيوريت وهو محلول أزرق يتحول إلى اللون البنفسجي عند ملامسته للبروتينات، أو أي مركب يحتوي على رابطة ببتيدية. لا يحتوي الاختبار أو الكاشف على مادة البيوريت، ولكنّه سمي بهذا الاسم لأن استجابة البروتين والبيوريت لهذا الاختبار واحدة.

## التاريخ
حضر غوستاف فيدمان (1826-1899) البيوريت لأول مرة ودرس خصائصه في أطروحته التي قدمها لنيل شهادة الدكتوراة، وقد قدّم الأطروحة سنة 1847، وسُجّلت اكتشافاته في العديد من المقالات.